# Estiske kroon
Kroon (flertal krooni) estlandske kroner var valutaen i Estland før Estland fik euro i 2011. 1 kroon = 100 sent. Valutakoden var EEK.
Det estiske møntsystem består af:
- mønter: 10, 20, 50 senti, 1 kroon 
Sjældent brugt: 5 senti og 5 krooni
- sedler: 2, 5, 10, 25, 100, 500 krooni
Sjældent brugt: 1 og 50 krooni.

Forsiden viser møntens værdi (Eesti Vabariik = Republikken Estland), bagsiden Estlands 3 løver samt udgivelsesår. Øremønterne har glatte kanter, kronemønten skiftevis glat og riflet kant (6 delstykker). 20-senten er sølvfarvet, de andre mønter er guldfarvede.
Estiske kroner blev første gang indført i 1928, da den afløste som møntenhed efter estiske mark (indført 1921). Da Estland blev besat af Sovjetunionen, blev estiske kroner afskaffet til fordel for sovjetiske rubler. I juni 1992 blev rublerne afskaffet og den estiske krone genindført. Kroon var først bundet til tyske mark, men efter, at Tyskland gik over til euro, blev den estiske krone i stedet bundet til denne til kursen 15,6466 kroon = 1 euro.
Den estiske krone var yderst stabil siden genindførelsen. Kursen i forhold til den danske krone 2,1 EEK = 1 DKK svingede med ca. 2 øre. Ingen krise har kunnet rokke den estiske krones faste kurs.
Den estiske kroon blev erstattet med euro d. 1. januar 2011. Meningsundersøgelser viste, at kun omkring halvdelen af befolkningen støttede det.